# Coenagrion mercuriale
Southern Damselfly (Coenagrion mercuriale) là một loài chuồn chuồn kim trong họ Coenagrionidae. Nó được tìm thấy ở Algérie, Áo, Bỉ, Pháp, Đức, Ý, Liechtenstein, Luxembourg, Maroc, Hà Lan, Bồ Đào Nha, Slovakia, Slovenia, Tây Ban Nha, Thụy Sĩ, Tunisia, và the United Kingdom. Các môi trường sống tự nhiên của chúng là sông và các suối. Nó bị đe dọa do mất nơi sống.